# Marsdenia dressleri
Marsdenia dressleri är en oleanderväxtart som beskrevs av Spellman. Marsdenia dressleri ingår i släktet Marsdenia och familjen oleanderväxter. Inga underarter finns listade i Catalogue of Life.